# Balagny-sur-Thérain

Balagny-sur-Thérain este o comună în departamentul Oise, Franța. În 1 ianuarie 2022 avea o populație de 1.639 de locuitori.